# مدال افتخار: هوابرد
مدال افتخار: هوابرد (به انگلیسی: Medal of honor: Airborne) یک بازی ویدئویی تیراندازی اول شخص دربارهٔ جنگ جهانی دوم است که توسط کمپانی دنجر کلوز گیمز (EA Los Angeles) در اوت ۲۰۰۷ برای گوشی‌های تلفن همراه، در سپتامبر ۲۰۰۷ برای ویندوز و ایکس‌باکس ۳۶۰ و در نوامبر ۲۰۰۷ برای کنسول پلی استیشن ۳ در سراسر جهان منتشر شد. این عنوان یازدهمین بازی از مجموعه مدال افتخار است که این بار در ساخت آن از موتور آنریل ۳ استفاده شده‌است. در بخش تک‌نفره، گیمر در نقش یک چترباز پیاده‌نظام لشکر ۸۲ هوابرد ارتش آمریکا قرار دارد که در طی ۶ مأموریت بزرگ در اروپا و در طی جنگ جهانی دوم با نیروهای دشمن مقابله می‌کند.
برخلاف نسخه‌های پیشین این سری که همگی دارای گیم‌پلی خطی بودند، این بازی دارای گیم‌پلی آزادانه و غیرخطی بیشتری می‌باشد و گیمر می‌تواند در هر نقطه از نقشه بازی که فرود می‌آید، به انتخاب ماموریت‌ها پرداخته و آزادانه آن‌ها را انتخاب نماید. نسخه پی‌سی و پلی‌استیشن ۳ این بازی نسبت به نسخه ایکس‌باکس ۳۶۰، از طرف منتقدان بیشتر مورد ستایش قرار گرفت. این بازی قرار بود برای کنسول پلی‌استیشن ۲ نیز ساخته شود که بعد از مدتی کنسل گردید، البته نسخه‌ای از سری مدال افتخار با عنوان Vanguard برای دو کنسول پلی‌استیشن ۲ و نینتندو وی جایگزین این عنوان گردید.

## گیم‌پلی
در هر دو حالت بازی (تک‌نفره و چندنفره) گیمر به سه دسته مهم از اسلحه‌ها برای استفاده در مبارزات دسترسی دارد، اسلحه‌های اصلی (تفنگ‌های جایگزین)، مسلسل‌های دستی و اسلحه‌های تمام خودکار، همچنین شاتگان و اسلحه‌های ضد تانک و نارنجک نیز در بازی قابل دسترسی و استفاده هستند. روش سنتی گیم‌پلی این مجموعه با روش‌های نوین سنگر گرفتن، خم کردن سر در هنگام سنگر گرفتن و شلیک به دشمنان و همچنین مبارزات تن به تن، تکمیل شده‌است. مانند بازی‌های قبلی قهرمان بازی دارای یک نوار سلامتی است که به چهار قسمت کوچکتر تقسیم شده و با هربار صدمه خوردن، از مقدار آن‌ها کم می‌شود. اگر گیمر مدتی ضربه یا تیر نخورد، یکی از قسمت‌های چهارگانه نوار سلامتی خودبخود ترمیم می‌شود، اما برای ترمیم بقیه نوار سلامتی گیمر باید جعبه‌های کمک‌های اولیه را در طول بازی پیدا و استفاده نماید. نوار وضعیت موجود در صفحه نمایش بازی (HUD) نشانگر اسلحه در حال استفاده، مقدار فشنگ‌ها و نارنجک باقیمانده و یک قطب‌نما جهت مشخص نمودن موقعیت دشمنان و هم‌تیمی‌ها می‌باشد.
این بازی به گیمر اجازه می‌دهد در هنگام فرود در میدان نبرد، محل فرود خود را آزادانه انتخاب نماید. با نزدیک شدن به زمین، دشمنان می‌توانند شروع به تیراندازی به سوی شما کرده و در این حالت گیمر می‌تواند با کنترل سرعت فرود، حتی بر روی دشمنان فرود آمده و آن‌ها را زمینگیر نماید.

### بخش تک‌نفره
در بخش اصلی کمپین تک‌نفره این بازی، گیمر در نقش یک چترباز بخش هوابرد آمریکا است که در کنار دیگر سربازان باید در شش مأموریت بزرگ در طول بازی، ایفای نقش نماید. این ماموریت‌ها هرکدام شامل تکمیل کردن کارهای خاصی است که با پیشروی گیمر در مپ بازی، برای او آشکار شده و بر روی قطب‌نمای کنار صفحه نمایش، مشخص می‌گردد. گیمر در طول بازی قادر به حمل یک اسلحه اصلی و یک اسلحه فرعی می‌باشد که می‌تواند در ابتدای هر مأموریت از میان لیست اسلحه‌های آزاد شده، آن‌ها را انتخاب نماید. اسلحه‌های جدیدتر در طول هر مأموریت از بازی توسط گیمر می‌توانند آزاد شوند (با به دست آوردن آن‌ها از نقاط مختلف مپ بازی). مانند بازی‌های نقش‌آفرینی، هر اسلحه در این بازی قابلیت کسب «تجربه» (Experience point) را دارا می‌باشد که در صورت رسیدن به حد نصاب، اسلحه مورد نظر ارتقا پیدا کرده و قابلیت‌های جدیدی برای آن در دسترس قرار می‌گیرد. این پوینت‌ها با کشتن دشمنان به دست می‌آید و گیمر می‌تواند با شلیک به سر دشمنان یا کشتن آن‌ها از راه نزدیک «پوینت» بیشتری کسب نموده و آپگرید اسلحه را تسریع نماید. ضمن اینکه هر اسلحه فقط سه بار قابلیت آپگرید شدن را دارد.
هر مرحله از بازی به دو بخش مهم تقسیم گردیده. در بخش اول که حالتی غیرخطی دارد، گیمر می‌تواند آزادانه انتخاب کند که کدام عملیات را ابتدا انجام دهد و هیچ اجباری برای انجام عملیات‌ها توسط بازی به گیمر انجام نمی‌شود. اگر در این بین گیمر کشته شود، مجدداً به صورت چترباز احیا شده و بر روی مپ بازی فرود می‌آید که می‌تواند ادامه بازی را آزادانه، دنبال نماید. با تکمیل هر عملیات، گیم‌پلی بیشتر حالت خطی به خود می‌گیرد و در نهایت منطقه جدیدی از مپ برای او آزاد خواهد شد که شامل یک مأموریت جدید و البته کاملاً خطی است و در این هنگام در صورت مردن، دیگر خبری از فرود با چتر نخواهد بود و گیمر باید از چک‌پوینت قبلی بازی را شروع نماید.

### بخش چندنفره
در بخش مولتی‌پلیر این بازی، گیمر می‌تواند در نقش نیروهای متفقین یا متحدین قرار گرفته و در شش نقشه به صورت گروهی با دیگر گیمرها بازی نماید. این نقشه‌ها نسبت به نقشه‌های موجود در بخش کمپین تک‌نفره ابعاد کوچکتری دارند و گیمر در ابتدای بازی با توجه به انتخاب خود، اسلحه‌های مربوط به آن نیرو را دریافت می‌کند (برای مثال نیروهای متفقین برای اسلحه‌های رده مسلسل دستی، تامسن و نیروهای متحدین ام‌پی ۴۰ را خواهند گرفت) و در صورتی که گیمر در طول بازی بمیرد، قبل از احیا شدن می‌تواند نوع اسلحه خود را تغییر دهد. این بخش دارای سه حالت مختلف است (Airborne Objective, Airborne Team Deathmatch و Team Deatchmatch). مانند بخش تک نفره گیمرها توانایی آپگرید نمودن اسلحه‌های خود را در طول بازی دارند، که البته این آپگرید با توجه به رنکینگ گیمرها توسط موتور بازی در سرورهای میزبان، متعادل و بهینه‌سازی می‌شود تا شاهد اختلاف شدید بین قدرت اسلحه‌ها و در نتیجه نامتعادل شدن روند بازی نباشیم.

## داستان
داستان این بازی در مورد فردی به نام بوید تراورز (Boyd Travers) می‌باشد که در سال ۱۹۴۳ میلادی و در جریان عملیات هاسکی در ایتالیا، عضو نیروهای چترباز لشکر هشتاد و دوم هوابرد ایالات متحده آمریکا است که در دهکده آدانتی (Adanti) در سیسیل ایتالیا فرود آمده و در کنار دیگر سربازان ارتش آمریکا، وظیفه خنثی سازی آشیانه‌های ضدهوایی‌های نیروهای متحدین را عهده‌دار شده، سپس در داخل خاک ایتالیا و در جریان عملیات آوالانچ در نزدیکی ناپل مشارکت می‌کند.
یک سال بعد در تاریخ ۶ ژوئن ۱۹۴۴ او به عنوان بخشی از نیروهای لشکر هشتاد و دوم در عملیات نپتون (پیاده‌سازی نیروهای متفقین در نرماندی) به دیگر نیروهای آمریکایی کمک کرده و چند ماه بعد در عملیات مارکت گاردن در هلند حضور پیدا می‌کند. پس از ناکامی عملیات مارکت گاردن، تراورز به لشکر هفدهم هوابرد منتقل شده و در عملیات وارسیتی در یکی از انبارهای شهر اسن آلمان فرود آمده تا ذخایر باقیمانده مهمات و تانک‌های آلمانی را نابود کند که با نابودی ترن مسلح حامل مهمات، موفق به انجام عملیات می‌شود. در نهایت در عملیاتی خرابکارانه اقدام به نابودی برج ضد هوایی واقع در اسن آلمان می‌کند که هواپیماهای جنگی نیروهای متفقین نتوانسته بودند آن را نابود کنند و به این وسیله کمک شایانی به ورود جنگ جهانی دوم به فاز پایانی خود در اروپا می‌نماید.

## ساخت بازی
ساخت این بازی از اواخر سال ۲۰۰۴ و هنگامی آغاز شد که سازندگان تصمیم گرفتند یک عنوان در خور نام مدال افتخار تولید نمایند. ایده بازی از نگاه چترباز مستلزم وجود قابلیت حرکت آزادانه گیمر در محیط بازی بود، و این دقیقاً مخالف با گیم‌پلی بازی‌های قبلی در مورد جنگ جهانی دوم بود که گیمر مجبور بود از یک نقطه خاص بازی را شروع و در یک مسیر کاملاً خطی آن را به پایان برساند.
طراح ارشد این بازی رکس دیکسون (Rex Dickson) و تهیه‌کننده آن پاتریک گیلمور (Patrick Gilmore) بودند که قبلاً سابقه مشارکت در ساخت بازی مدال افتخار: حمله متفقین را داشتند. تیم سازنده برای ساخت وقایع تاریخی مربوط به جنگ جهانی دوم و اطمینان از صحت آن‌ها (از جمله موارد ریز دیگری مانند اسلحه‌های استفاده شده) از حضور یک مشاور تاریخی بهره برد. تمام صداهای استفاده شده در این بازی دقیقاً از روی ادوات، ماشین‌آلات و اسلحه‌های به کار رفته در آن دوران ضبط گردیدند.
در ابتدا قرار بود در این بازی از وجود یک سرباز پیشرو با نام Eddie LaPointe استفاده شود که قبل از تراورز مسیرهای مأموریتی را با تم مخفی‌کاری طی می‌نمود که این ایده با مخالفت کمپانی الکترونیک آرتز مواجه شد و از سازندگان خواست تمرکز خود را برای ساخت گیم‌پلی به صورت اکشن و نبردهای عظیم و بزرگ برای شخصیت اصلی داستان (Travers) بگذارند. کمپانی الکترونیک آرتز تفاهم‌نامه‌ای را با شرکت خودروسازی جیپ امضا نمود تا امکان استفاده از وسایل نقلیه ساخت این شرکت را در بازی داشته باشد، که البته در نسخه نهایی بازی، به دلیل کم بودن وسعت محیط نبردها و عدم امکان استفاده از وسایل نقلیه در آن‌ها، این قابلیت از بازی حذف گردید.

### موتور بازی
این بازی از موتور کاملاً ویرایش شده آنریل ۳ استفاده می‌کند. ساخت هسته اولیه بازی با موتور رندرویر (RenderWare) که به تازگی توسط الکترونیک آرتز در اختیار گرفته شده بود، آغاز شد، اما در اوایل سال ۲۰۰۶ تصمیم بر این گرفته شد تا موتور آنریل ۳ برای ساخت بازی جایگزین شود. این انجین که به ویژه برای استفاده از دایرکت اکس ۹ و ۱۰ بر روی پی‌سی، ایکس‌باکس ۳۶۰ و پلی‌استیشن ۳ طراحی شده بود، بسیاری از ویژگی‌ها و تکنیک‌های مدرن مورد نیاز این بازی نظیر سایه‌های پویا، رندرینگ سطح بالای پویا (HDR rendering) و نوردهی پیشرفته برای هر پیکسل (per-pixel lighting) را به راحتی پشتیبانی می‌کرد.

### هوش مصنوعی
به دلیل ماهیت گیم‌پلی غیرخطی این بازی، سازندگان مجبور بودند برای دقت در عملکرد مناسب رفتار دشمنان و یاران خودی با یکدیگر و محیط بازی، در فرایند تکمیل هوش مصنوعی سربازان خودی و دشمن، تغییرات وسیع و جدی نسبت به بازی‌های قبلی سبک شوتر اول شخص ایجاد نمایند. نحوه تعامل هوش مصنوعی (شخصیت‌های داخل بازی) که توسط کامپیوتر هدایت می‌شدند، نسبت به محیط و موقعیت قرارگیری‌اشان کاملاً غیرخطی و متفاوت بود. برای مثال در بسیاری از موقعیت‌ها سربازان دشمن عوارض طبیعی یا غیرطبیعی محیط خود را شناخته و بهترین تصمیم را می‌گیرند (سنگر گرفتن در پشت دیوار، کانال یا حتی چهارچوب درب). در بسیاری از مواقع دشمنان در برخورد با قهرمان بازی، اسلحه خود را با توجه به اسلحه‌ای که گیمر در اختیار دارد، انتخاب می‌کنند یا اگر در شرایط متفاوتی با گیمر روبرو شوند، تصمیمات متفاوتی می‌گیرند (اگر گیمر تنها باشد، سعی می‌کنند به او حمله کرده و او را از پا درآورند، ولی اگر گیمر با تعدادی از یاران خود باشد، آنگاه سرباز دشمن با سنگر گرفتن یا حتی عقب‌نشینی سعی در حفظ جان خود می‌کند).

## موسیقی
| بررسی انتقادی     | بررسی انتقادی |
| منبع              | رتبه‌بندی      |
| ----------------- | ------------- |
| Game Music Online | 7/10          |

موسیقی متن اصلی مدال افتخار: هوابرد (به انگلیسی: Medal of Honor: Airborne Original Soundtrack) در ۳۱ ژوئیه ۲۰۰۷ منتشر شد. این محصول شامل تمام تراک‌های موسیقی داخل بازی بود که توسط آهنگساز برنده جایزه اسکار مایکل جاکینو ساخته شده بود، به اضافه تعدادی از قطعات ساخته شده برای بازی‌های قبلی سری مدال افتخار که همگی در این محصول وجود داشتند.
بخش اول این موسیقی که در تابستان ۲۰۰۶ و برای تیزر تبلیغاتی نمایشگاه رسانه و تجارت ای۳ (E3) تهیه شد، توسط یک ارکستر متشکل از ۷۵ نوازنده و به رهبری مارشال بوئن (Marshall Bowen) ساخته شد. هشت ماه بعد مایکل جاکینو درگیر کار بر روی دو پروژه سینمایی (سریال لاست و انیمیشن راتاتویی) بود، به همین دلیل تصمیم گرفت بخشی از موسیقی این بازی را ظرف مدت یک روز ضبط کرده و مابقی کار را موکول نماید به تابستان که پروژه ساخت بازی به اندازه کافی پیشرفت کرده باشد.
در ۱۱ دسامبر ۲۰۰۶ مایکل جاکینو با همکاری استودیو سمفونی هالیوود بخش اول موسیقی بازی را در استیج ضبط صدای Eastwood در کمپانی برادران وارنر ضبط نمود. و در نهایت چهار ماه بعد در تاریخ ۲۸ مارس ۲۰۰۷، بخش پایانی موسیقی بازی ساخته و ضبط گردید.
| Track listing (63:23) | Track listing (63:23)                     | Track listing (63:23) |
| شماره                 | نام                                       | مدت                   |
| --------------------- | ----------------------------------------- | --------------------- |
| ۱.                    | «Medal of Honor - Airborne (Main Theme)»  | ۳:۴۸                  |
| ۲.                    | «Operation Husky»                         | ۳:۲۷                  |
| ۳.                    | «Back Alleys»                             | ۲:۲۴                  |
| ۴.                    | «In the Trenches»                         | ۲:۳۴                  |
| ۵.                    | «Restoration Temple»                      | ۲:۴۶                  |
| ۶.                    | «Gunfight in the Ruins»                   | ۵:۲۴                  |
| ۷.                    | «Operation Neptune»                       | ۲:۳۴                  |
| ۸.                    | «Following the Demolition Wires»          | ۱:۰۶                  |
| ۹.                    | «Room by Room»                            | ۲:۲۳                  |
| ۱۰.                   | «Unblocking Utah»                         | ۲:۴۳                  |
| ۱۱.                   | «Operation Varsity»                       | ۳:۳۸                  |
| ۱۲.                   | «Sniper Showdown»                         | ۳:۱۶                  |
| ۱۳.                   | «Das Flakturm»                            | ۲:۳۶                  |
| ۱۴.                   | «Destroying the Fuel Reserves»            | ۲:۲۹                  |
| ۱۵.                   | «Dropping into Nijmegen»                  | ۳:۰۰                  |
| ۱۶.                   | «Wreckage of Nijmegen»                    | ۷:۰۴                  |
| ۱۷.                   | «Defusing the Charges»                    | ۲:۳۷                  |
| ۱۸.                   | «Taking out the Spotting Tower»           | ۲:۳۰                  |
| ۱۹.                   | «Paestum Landing»                         | ۲:۵۰                  |
| ۲۰.                   | «Medal of Honor - Airborne (End Credits)» | ۴:۱۴                  |

| iTunes exclusives | iTunes exclusives    | iTunes exclusives |
| شماره             | نام                  | مدت               |
| ----------------- | -------------------- | ----------------- |
| ۱.                | «Multiplayer Allies» | ۰:۳۱              |
| ۲.                | «Multiplayer Axis»   | ۰:۳۴              |

## بازخورد
| گردآورنده | امتیاز     | امتیاز      | امتیاز      | امتیاز      |
| گردآورنده | تلفن همراه | رایانه شخصی | پلی‌استیشن ۳ | اکس‌باکس ۳۶۰ |
| --------- | ---------- | ----------- | ----------- | ----------- |
| متاکریتیک |            | 78/100      | 75/100      | 73/100      |

| ناشر                     | امتیاز     | امتیاز      | امتیاز      | امتیاز      |
| ناشر                     | تلفن همراه | رایانه شخصی | پلی‌استیشن ۳ | اکس‌باکس ۳۶۰ |
| ------------------------ | ---------- | ----------- | ----------- | ----------- |
| یوروگیمر                 |            |             |             | 8/10        |
| گیم اینفورمر             |            | 7.25/10     |             | 7.25/10     |
| گیم رولیشن               |            |             |             | D+          |
| گیم‌اسپات                 |            | 7/10        | 7/10        | 7/10        |
| گیم‌اسپای                 |            | [ ۲۴ ]      |             | [ ۲۵ ]      |
| آی‌جی‌ان                   | 7.9/10     | 7.9/10      | 7.9/10      | 7.9/10      |
| اواکس‌ام (ایالات متحده)   |            |             |             | 7.5/10      |
| پی‌سی گیمر (ایالات متحده) |            | 88%         |             |             |
| پی‌اس‌ام                   |            |             | [ ۵ ]       |             |

برطبق نمراتی که در سایت متاکریتیک ثبت گردیده، نسخه‌های پی‌سی و پلی‌استیشن ۳ این بازی بازخورد مثبت‌تری از منتقدان دریافت نمود، در حالیکه نسخه ایکس‌باکس ۳۶۰ بیشتر نمرات معمولی را از منتقدین دریافت کرد.
سایت گیم‌اسپات در مورد هر سه نسخه بازی نقدهای کاملا متوسطی ارائه کرده و اظهار داشت: «بخش کمپین تک‌نفره بازی تا دو مرحله پایانی، چنگی به دل نمی‌زند. اما ترکیب بخش مولتی پلیر و دو مرحله پایانی بخش تک‌نفره، این بازی را ارزشمند می‌کند.» سایت آی‌جی‌ان مقدار کمی بیشتر به این بازی نظر مثبت داشت و اعلام کرد: «اگرچه بازی مدال افتخار: هوابرد بازی کاملی نیست، اما بدون شک بهترین بازی در این مجموعه می‌باشد که تاکنون منتشر شده است.» سایت پرس استارت آنلاین (Press Start Online) نیز در مورد این بازی اظهار داشت: «بازی مدال افتخار: هوابرد فقط یک بازی خوب نیست، بلکه عنوانی است که با ارائه تخیلات و نوآوری‌های جدید که در این سبک از بازی‌ها بسیار کمیاب بودند، توانست بدرخشد.» بسیاری از منتقدین از موسیقی بازی اظهار رضایت کرده و آن را نقطه مثبت این بازی نامیدند، این در حالی است که سایت آی‌جی‌ان موسیقی این بازی را نقطه درخشانی می نامد که خاطرات خوب و کلاسیک بازی مدال افتخار: حمله متفقین را در یادها زنده می‌کند.